# Os Resentidos
Os Resentidos va ser una banda de pop e rock de Vigo (Galícia), que estigué en actiu des de 1984 a 1994.

## Membres
- Antón Reixa
- Alberto Torrado
- Rubén Losada
- Xabier Debesa

## Discografia
- Surfin' CCCP, EP amb Siniestro Total (Grabaciones Accidentales, 1984).
- Vigo, capital Lisboa (Grabaciones Accidentales [GASA], 1984).
- Fai un Sol de Carallo (Gasa, 1986).
- Música Doméstica (Gasa, 1987).
- Fracaso Tropical (Gasa, 1988).
- Jei (Gasa, 1990).
- Delikatessen (Gasa, 1992).
- Xa Están Aquí (Gasa, 1993).
- Made in Galicia 84-94 (Gasa, 1994).